# Greixa
|  | Aquest article tracta sobre l'espècie Sparassis crispa. Per altres significats vegeu Greixa (desambiguació). |

La greixa (Sparassis crispa), també anomenada manetes arrissades, coliflor de pi, peu de rata reina, esponja i molsa, és una espècie de fong de l'ordre dels poliporals (Polyporales). És un bolet més aviat rar que provoca un podriment bru en coníferes. Pertany a la família de les esparassidàcies i al grup dels crespells. És un bolet comestible.

## Taxonomia
J.C. Schaeffer (1763) va descriure una espècie ramosa d'Elvela, i més tard (1774) va fer servir el binomi Elvela ramosa.
F.X. Wulfen (1781) va publicar en l'obra de Jacquin, Miscell. austriac. 2: 100, la descripció de Clavaria crispa i la primera il·lustració acceptada de l'espècie: Tab. 14, Fig 1.
Elias Magnus Fries (1819) va descriure el gènere Sparassis i l'any 1821, Syst. mycol. 1: 465, va recombinar l'espècie de Wulfen amb aquest gènere, com Sparassis crispa

## Iconografia
Jacquin, NJ (1781): Tab. 14, Fig. 1Marchand A. (1971): 173 (79)

## Descripció
Bolet de gran a gegantí, de fins a 20 cm d'altura per 35-90 cm de diàmetre; hemisfèric i pulvinat; constituït per un conjunt de ramificacions carnoses, aplanades, lobulades, ondulades i arrissades que li donen aspecte de coliflor; de blanquinoses a cremoses fins ocraci blanquinós, algun cop rosades en envellir; superfície glabra, sense zones.
Cama curta, gairebé reduïda al peu radicant, de 6-8 x 2 cm; dur, carnós; blanquinós; es ramifica de manera irregular.
Carn prima, ceràcia, tendra, trencadissa; concolor; dolça al tast, aromàtica, recordant a l'anís.

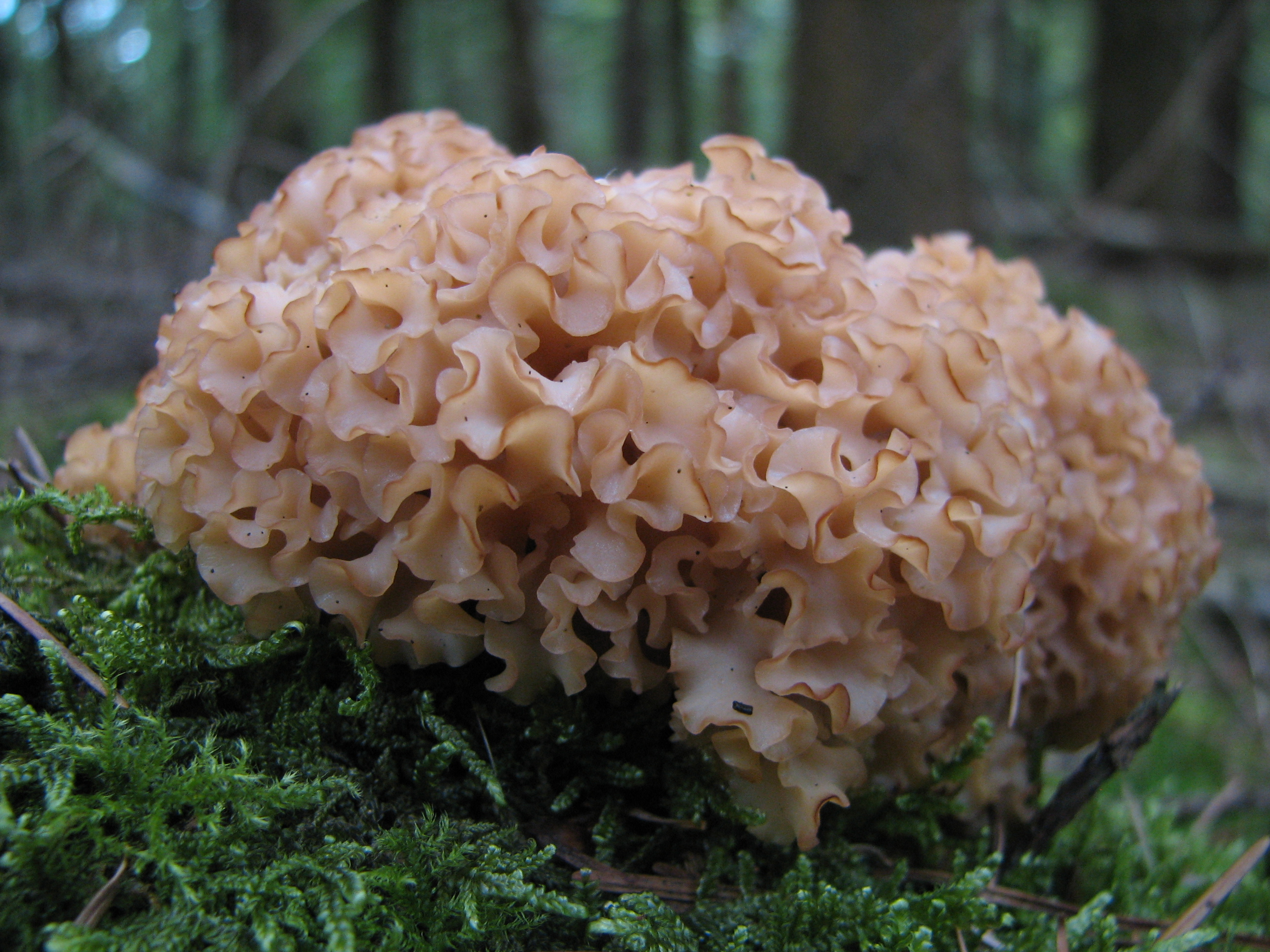
Greixa (Sparassis crispa)

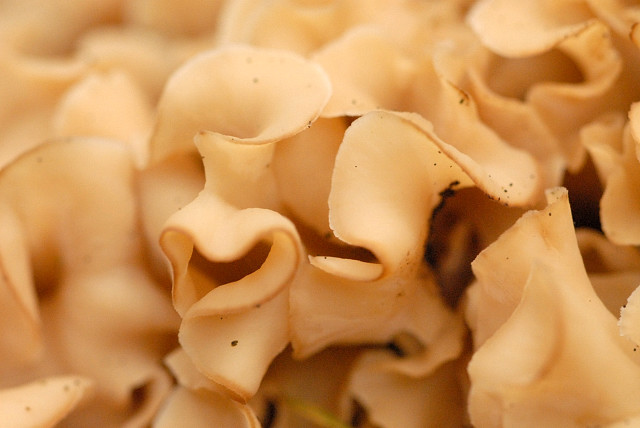
Detall de ramificacions de la greixa (Sparassis crispa)

## Hàbitat
Fructifica solitària a la base de coníferes. Sol aparèixer cada any al mateix lloc. Penetra a través de ferides a les arrels, soques o la part baixa del tronc, i en podreix la fusta. Parasita especialment del pi roig, però també pins d'altres espècies, làrix i avet. Prefereix els boscos esclarissats amb sòls preferentment calcaris.
Fructifica d'estiu a finals de tardor.

## Distribució geogràfica
Des de la costa atlàntica europea a Rússia Central, en zones temperades, pel nord arriba al sud d'Escandinàvia i al nord d'Escòcia; també al nord d'Àfrica. Està citada d'Andorra, Catalunya Nord, Catalunya i País Valencià.

## Espècies semblants
Sparassis crispa es caracteritza per les ramificacions crespes i ondulades, primes i denses, creix adherida exclusivament a coníferes. La greixa de roure (Sparassis brevipes) té les ramificacions més aplanades, menys crespes, no desprenen olor de lleixiu, són més o menys zonades i creix sobre fusta de roures. Sobre troncs o rels de planifolis també viu el crespell virat (Podoscypha multizonata), de tons més vius i foscos

## Comestibilitat
Comestible apreciada. Cal netejar-la amb molta cura i collir-la fresca, amb l'edat esdevé coriàcia i indigesta.